# Dayjur
Dayjur (1987-2013) est un cheval de course pur-sang. Il fut l'un des meilleurs sprinters de son époque et figure au Hall of Fame des courses britanniques.

## Carrière de courses
Le Cheikh Hamdam al Maktoum se déleste de quelque 1,65 million de dollars pour acquérir ce fils de Danzig aux ventes de yearlings de Keeneland en 1988. Le poulain est envoyé en Angleterre aux bons soins de l'entraîneur Dick Hern, alors au crépuscule de sa carrière. Il effectue des débuts convaincants en juin 1989, avant d'échouer pour la victoire le mois suivant dans une Listed. Mais sa saison de 2 ans est écourtée, le temps de subir une intervention chirurgicale. On le retrouve donc en 1990, à 3 ans, au départ du prisé European Free Handicap, parfois utilisé comme préparatoire aux Guinées. Mais Dayjur déçoit fortement, ou plutôt il semble que les 1 400 mètres sont le bout du monde pour lui : dès lors il est raccourci et ne se produira plus que dans le registre du pur sprint. Il lui faut toutefois un peu de temps pour se déclencher. Redescendu de plusieurs étages après ses ambitions classiques, il retrouve le goût de la victoire dans une petite course à conditions sur le petit hippodrome de Nottingham, et s'avoue même battu dans une course du même genre à Newbury. Dick Hern et le jockey attitré de Dayjur, Willie Carson, sentent que le poulain n'évolue pas au niveau que laisse entrevoir son potentiel. Ils décident donc de changer de stratégie : ne plus chercher à brider et canaliser l'énergie débordante de ce poulain toujours un peu "sur l'oeil", sur le qui-vive. Dayjur tente alors sa chance dans les Temple Stakes, où il rencontre l'élite des sprinters pour la première fois. Et Willie Carson met en pratique cette bonne résolution et laisse son partenaire prendre les devants dès le départ. Et puis qui m'aime me suive. Et ça marche. Dayjur est un sprinter hors pair dès lors qu'il peut mener grand train.    
Sa facile victoire dans les Temple Stakes lui permet d'envisager avec sérénité les grandes joutes de vitesse de l'été, sur lesquelles il va faire une razzia. Dans les King's Stand Stakes d'abord, à l'époque classés groupe 2, où il domine le Français Ron's Victory. Dans les Nunthorpe Stakes ensuite, peut-être sa victoire la plus impressionnante, par quatre longueurs sur Statoblest en 56'16", record de la course pulvérisé, et qui tiendra jusqu'au champion Battaash en 2019 (et surtout, aucun cheval n'a gagné ce sprint avec un tel écart). Il enchaîne en septembre avec un nouveau triomphe dans la Ladbrokes Sprint Cup, face aux vainqueurs de la July Cup (Royal Academy, futur vainqueur de la Breeders' Cup Mile) et du Prix Maurice de Gheest (Dead Certain), qu'il domine l'un comme l'autre. À l'automne, il débarque à Longchamp pour le Prix de l'Abbaye de Longchamp où seuls cinq chevaux osent lui contester la victoire. Malgré une piste frayeur durant le parcours (il saute une ombre sur la piste), il s'impose sans coup férir. Incontestable numéro 1 du sprint en Europe, il lui reste à mater les Américains, mais surtout le dirt de Belmont Park, où se déroule la Breeders' Cup Sprint, une surface si déroutante pour les chevaux du vieux continent. Mais ce n'est ni le dirt, ni son mauvais numéro de course qui le privent de la victoire dans ce qui sera la dernière course de sa carrière : c'est sa fantaisie qui lui coûte une encolure sur le poteau face à l'Américaine Safety Kept. Dayjur en effet a pris résolument l'avantage sur sa rivale lorsqu'il saute une ombre projetée sur la piste à quelques mètres du but, perd son action, et saute à nouveau la ligne d'arrivée. Le jockey de la gagnante fera remarquer que si la course avait eu lieu une demi-heure plus tôt ou une demi-heure plus tard, l'ombre n'aurait pas été là et Dayjur l'aurait emporté.    
Mais le soleil brille où il veut. Dayjur, le cheval qui avait peur de son ombre, laissera avant tout le souvenir d'un sprinter surdoué, dont témoigne le rating énorme qui lui attribue Timeform, 137. Dans leur livre A Century of Champions, John Randall et Tony Morris le considèrent comme le cinquième meilleur sprinter britannique du 20e siècle après les grands anciens Abernant, Irish Elegance, Pappa Fourway et Tetratema, autrement dit le meilleur depuis les années 50. En 2021, Dayjur est admis au Hall of Fame des courses britanniques.  

### Résumé de carrière
| Date        | Hippodrome   | Pays        | Course                        | Statut      | Distance    | Jockey      | Place       | Écart       | Vainqueur ou deuxième |
| 1989, 2 ans | 1989, 2 ans  | 1989, 2 ans | 1989, 2 ans                   | 1989, 2 ans | 1989, 2 ans | 1989, 2 ans | 1989, 2 ans | 1989, 2 ans | 1989, 2 ans           |
| ----------- | ------------ | ----------- | ----------------------------- | ----------- | ----------- | ----------- | ----------- | ----------- | --------------------- |
| 15 juin     | Newbury      | Royaume-Uni | EBF Kennett Maiden Stakes     | Maiden      | 1 200 m     | W. Carson   | 1er / 14    | 2           | Almaghrib             |
| 15 juillet  | Newbury      | Royaume-Uni | Manton Rose Bowl Stakes       | Listed      | 1 200 m     | W. Carson   | 2e / 5      | 1/2         | Rushmore              |
| 1990, 3 ans |              |             |                               |             |             |             |             |             |                       |
| 18 avril    | Newmarket    | Royaume-Uni | European Free Handicap        | Listed      | 1 400 m     | W. Carson   | 7e / 10     | 6 ¼         | Anshan                |
| 1er mai     | Nottingham   | Royaume-Uni | Headingley Stakes             |             | 1 200 m     | W. Carson   | 1er / 11    | 2           | Flower Girl           |
| 18 mai      | Newbury      | Royaume-Uni | Hue Williams Stakes           |             | 1 200 m     | W. Carson   | 2e / 7      | tête        | Tod                   |
| 28 mai      | Sandown Park | Royaume-Uni | Temple Stakes                 | Gr. 2       | 1 000 m     | W. Carson   | 1er / 8     | 2           | Tigani                |
| 22 juin     | Ascot        | Royaume-Uni | King's Stand Stakes           | Gr. 2       | 1 000 m     | W. Carson   | 1er / 15    | 2 ½         | Ron's Victory         |
| 23 août     | York         | Royaume-Uni | Nunthorpe Stakes              | Gr. 1       | 1 000 m     | W. Carson   | 1er / 9     | 4           | Statoblest            |
| 8 septembre | Haydock Park | Royaume-Uni | Ladbrokes Sprint Cup          | Gr. 1       | 1 200 m     | W. Carson   | 1er / 9     | 1 ½         | Royal Academy         |
| 7 octobre   | Longchamp    | France      | Prix de l'Abbaye de Longchamp | Gr. 1       | 1 000 m     | W. Carson   | 1er / 6     | 2           | Lugana Beach          |
| 27 octobre  | Belmont      | États-Unis  | Breeders' Cup Sprint          | Gr. 1       | 1 200 m     | W. Carson   | 2e / 14     | enc.        | Safely Kept           |

## Au haras
Dayjur devient étalon dans l'antenne américaine de Shadwell Farm, le haras de Hamdam al Maktoum, mais s'avère assez décevant, ce dont témoigne son tarif de saillie qui était encore de $ 20 000 en 1997, et qui a fini à $ 3 000 lorsqu'il a pris sa retraite en 2010. Il a tout de même donné un vainqueur de groupe 1, Hayil (Middle Park Stakes) et quelques bons sprinters. Dayjur s'est éteint en 2013, à 26 ans.  

## Origines
Dayjur est né pour aller vite. Son père Danzig est de tous les grands étalons issus de Northern Dancer, celui qui a le plus transmis de vitesse. Quant à sa mère, Gold Beauty, elle resta invaincue lors de ses six premières courses avant de subir une fracture du canon lors du Vosburgh Handicap (Gr.1) dont elle prit malgré tout la deuxième place. Son talent était évident, davantage que ce qu'en dit son palmarès, et ce n'est pas par hasard qu'elle  fut sacrée sprinter de l'année 1982 aux États-Unis. Elle a bien reproduit au haras ensuite puisque, outre Dayjur, elle revendique Maplejinsky (par Nijinsky), l'une des meilleures pouliches américaines de sa génération, lauréate de deux groupe 1, les Alabama Stakes et les Monmouth Oaks, puis excellente poulinière, mère de la championne aux huit groupe 1 Sky Beauty (Blushing Groom), lauréate de la triple couronne des pouliches américaines, membre du Hall of Fame des courses américaines, et troisième mère de Point of Entry (Dynaformer), vainqueur de quatre groupe 1. 

### Pedigree
| Origines de Dayjur (USA), mâle bai né en 1987 | Origines de Dayjur (USA), mâle bai né en 1987 | Origines de Dayjur (USA), mâle bai né en 1987 | Origines de Dayjur (USA), mâle bai né en 1987 |
| --------------------------------------------- | --------------------------------------------- | --------------------------------------------- | --------------------------------------------- |
| Père Danzig 1977                              | Northern Dancer 1961                          | Nearctic                                      | Nearco                                        |
| Père Danzig 1977                              | Northern Dancer 1961                          | Nearctic                                      | Lady Angela                                   |
| Père Danzig 1977                              | Northern Dancer 1961                          | Natalma                                       | Native Dancer                                 |
| Père Danzig 1977                              | Northern Dancer 1961                          | Natalma                                       | Almahmoud                                     |
| Père Danzig 1977                              | Pas de Nom 1968                               | Admiral's Voyage                              | Crafty Admiral                                |
| Père Danzig 1977                              | Pas de Nom 1968                               | Admiral's Voyage                              | Olympia Lou                                   |
| Père Danzig 1977                              | Pas de Nom 1968                               | Petitioner                                    | Petition                                      |
| Père Danzig 1977                              | Pas de Nom 1968                               | Petitioner                                    | Steady Aim                                    |
| Mère Gold Beauty 1979                         | Mr. Prospector 1970                           | Raise a Native                                | Native Dancer                                 |
| Mère Gold Beauty 1979                         | Mr. Prospector 1970                           | Raise a Native                                | Raise You                                     |
| Mère Gold Beauty 1979                         | Mr. Prospector 1970                           | Gold Digger                                   | Nashua                                        |
| Mère Gold Beauty 1979                         | Mr. Prospector 1970                           | Gold Digger                                   | Sequence                                      |
| Mère Gold Beauty 1979                         | Stick To Beauty 1973                          | Illustrious                                   | Round Table                                   |
| Mère Gold Beauty 1979                         | Stick To Beauty 1973                          | Illustrious                                   | Poster Girl                                   |
| Mère Gold Beauty 1979                         | Stick To Beauty 1973                          | Hail To Beauty                                | Hail to Reason                                |
| Mère Gold Beauty 1979                         | Stick To Beauty 1973                          | Hail To Beauty                                | Lipstick (Famille: 1-g)                       |